# Joseph Theodore Dickman
Joseph Theodore Dickman, né le 6 octobre 1857 et mort le 23 octobre 1927, est un général américain durant la Première Guerre mondiale.

## Biographie
Dickman est diplômé de l'Ecole de cavalerie de l'armée américaine en 1883. Il a travaillé sur le territoire indien, où il a participé aux guerres apaches de 1885 à 1886. Il a participé à des opérations de patrouille de la frontière mexicaine contre les révolutionnaires.
Sa première expérience l'a envoyé à Fort Riley, où il était instructeur à l'école de cavalerie et artillerie légère de 1893 à 1894. Il a été déployé durant la grève des chemins de fer de Chicago en 1894. Plus tard, il est affecté à Fort Ethan Allen, dans le Vermont.
Dickman participe à la guerre hispano-américaine. Il a participé à la bataille de bataille de San Juan, à Santiago de Cuba. Il a été membre de l'état major du général Joseph Wheeler pendant la guerre philippino-américaine de 1899 à 1902.
Au cours de la révolte des Boxers en Chine, Dickman a été le chef d'état-major du général Adna R. Chaffee, Sr. pour l'expédition de secours à Pékin.
Dickman devient major général de l'armée en 1902. Il devient instructeur à National War College de 1905 à 1912. Dickman était dans l'armée américaine Inspecteur général entre 1912 à 1915. En 1915, il se charge la 2e division de Cavalerie américaine. En août 1917, il reçoit le commandement de la 85e Division d'infanterie, du Camp Custer, dans le Michigan.

## Première Guerre mondiale
En novembre 1917, Dickman reçoit le commandement de la 3e Division d'infanterie, durant la Première Guerre mondiale. Le 4 mars 1918, il est affecté à la 3e division en France à bord du Léviathan. Il est le commandant de la 3e Division à Château-Thierry en mai 1918 et est rendu célèbre lors de la deuxième bataille de la Marne en juillet 1918. Alors que les forces alliées sur les deux flancs se retirèrent, la 3e division a tenu bon face aux offensives ennemies, qui ont conduit à leur surnom, "Le Rocher de la Marne."
Dickman commande le IVe Corps d'août à septembre 1918 durant le Saillant de Saint-Mihiel. Dickman commande le Ie Corps d'octobre à novembre 1918 durant l'offensive Meuse-Argonne.

## Après la guerre

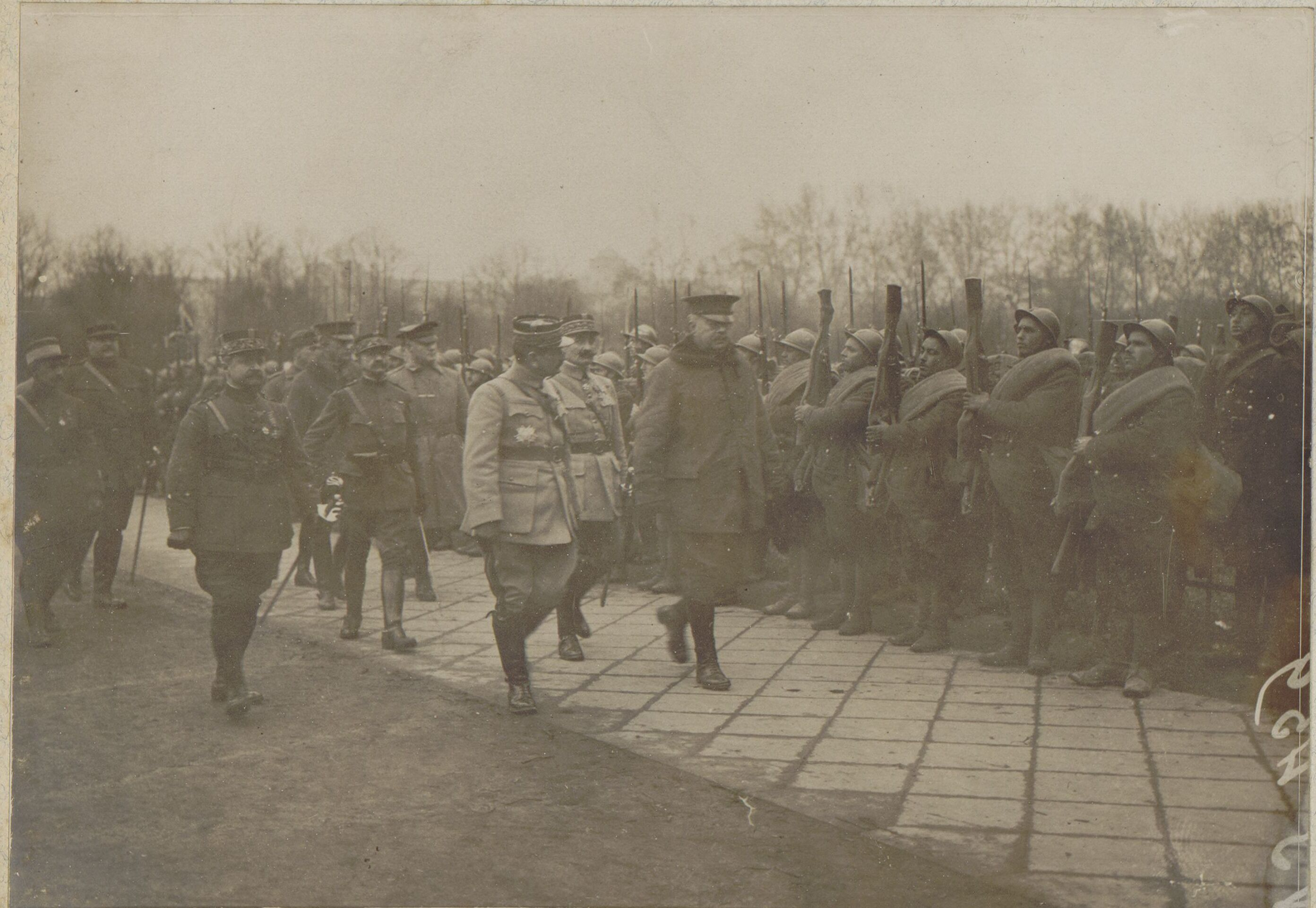
Passant en revue les troupes en 1919 à Coblence avec Charles Mangin.

Dickman commande la 3e armée en France pour passer à la Rhin et tenir la tête de pont de Coblence, et sert après la guerre dans l'armée d'occupation de la Rhénanie.
Dickman a servi comme général commandant du Corps de la Zone VIII entre 1919 à 1921.
Il prend sa retraite le 6 octobre 1921.
Ses mémoires ont été publiés en 1927. Il est mort à Washington, DC, le 23 octobre 1927.